# Fossarella
Fossarella is een geslacht van weekdieren uit de klasse van de Gastropoda (slakken).

## Soorten
- Fossarella orbiculata (Hedley, 1907)
- Fossarella pacifica Thiele, 1925
- Fossarella subdisjuncta (H. Adams, 1868)